# 땅집고
땅집고는 조선미디어그룹에서 만든 부동산 관련 미디어 플랫폼이다.